# أحمد سريوة
أحمد نواف سريوة (23 يناير 1994 - ) لاعب كرة قدم أردني من أصول فلسطينية؛ يلعب لدى نادي السلط في مركز الوسط ؛ لعب سابقا لنادي الفيصلي. انتقل في تجربة احترافية إلى القادسية السعودي بإعارة لمدة عام في 2014 و العروبة السعودي عام 2017 .

## المسيرة الدولية
لعب «و ما زال يلعب» مع المنتخبات التالية :-
1- المنتخب الأردني لكرة القدم تحت سن 17 .
2- المنتخب الأردني لكرة القدم تحت سن 19 و سجل 4 أهداف .
3- المنتخب الأردني لكرة القدم تحت سن 23 و سجل هدف وحيد .
4- منتخب الأردن لكرة القدم .